# Чужі діти
«Чужі діти» (груз. «სხვისი შვილები») — радянський художній фільм-драма режисера Тенгіза Абуладзе 1958 року. Фільм створений за мотивами оповідання Ніни Александрової, надрукованого в газеті «Комсомольській правді» в 1954 році.

## Сюжет
Дато позбувся дружини і сам виховує своїх малолітніх дітей Лію і Гію. Важко дається йому догляд за дітьми, в робочий час вони зовсім залишаються без нагляду. Згодом овдовілий Дато сходиться з Тео. Але вона відмовляється стати його дружиною і замінити матір осиротілим дітям. Гія і Лія самі розгулюють вулицями. Якось, перебігаючи вулицю, Гія мало не потрапляє під колеса вантажівки. Студентка Нато, що випадково підійшла, відводить дітей додому. Поступово діти гаряче прив'язуються до дівчини. Нато частіше буває в будинку своїх маленьких друзів… Вона знайомиться з Дато і незабаром стає його дружиною. Але не все йде гладко в новій сім'ї: Гія — важка дитина, Нато насилу завойовує його довіру. Якось до Дато знову приходить Тео. Вона знову хоче з ним зустрічатися. Повагавшись, Дато їде з нею. Вражена тим, що трапилося, Нато збирається теж покинути будинок. Але діти не хочуть з нею розлучитися. Вони знаходять свою улюблену Нато, яка повертається до них.

## У ролях
- Цицино Цицишвілі — Нато (дублює Ніна Зорська)
- Отар Коберідзе — Дато (дублює Борис Кордунов)
- Асмат Кандаурішвілі — Тео (дублює Світлана Коновалова)
- Нані Чиквінідзе — Лія (дублює Маргарита Корабельникова)
- Михо Борашвілі — Гія (дублює Олександра Харитонова)
- Сесилія Такайшвілі — Елісабед (дублює М. Турманідзетривалих     -Глобенко)
- Йосип Лагідзе — Гурам
- Катерина Верулашвілі — епізод

## Знімальна група
- Режисер — Тенгіз Абуладзе
- Сценаристи — Реваз Джапарідзе, Тенгіз Абуладзе
- Оператор — Леван Пааташвілі
- Композитор — Арчіл Кереселідзе
- Художники — Гіві Гігаурі, Кахабер Хуцишвілі